# 磁盘扇区
1. 磁道
2. 几何扇区
3. 磁道扇区
4. 簇

图1：磁盘结构：

在计算机磁盘存储器，一个扇区（英文：sector）是磁盘或光盘上一个磁道的分区。每个扇区存储固定数量用户可访问的数据，对于硬盘驱动器（HDD）和2048字节对于CD-ROM和DVD-ROM，传统上是512字节。较新的硬盘驱动器使用4096字节（4 KiB）扇区，这被称为先进格式化（Advanced Format）（AF）。